# Eptatretus octatrema
Eptatretus octatrema is een soort uit de familie der slijmprikken (Myxinidae).